# エギル・ダニエルセン
エギル・ダニエルセン（Egil Danielsen、1933年11月9日 - 2019年7月29日）は、ノルウェーの元陸上競技選手である。彼は、1956年に開催されたメルボルンオリンピックの男子やり投で金メダルを獲得した。

## 経歴
ノルウェー南東部のヘードマルク県にあるハーマルで生まれ、その地のスポーツクラブHamar Idrettslag（no:Hamar Idrettslag）で陸上競技に取り組んだ。
ダニエルセンは、1956年のメルボルンオリンピックと1960年ローマオリンピックの2回、男子やり投のノルウェー代表として出場した経験がある。メルボルンオリンピックでは、決勝の4投目で85メートル71センチの投てきに成功し、2位のポーランド代表ヤヌス・シドウォに6メートル近くの大差をつけて金メダルを獲得した
。この投てきはダニエルセン自身の生涯最高記録でもあり、1959年6月5日にアメリカのアル・キャンテロ（en:Al Cantello）が86メートル4センチの記録を出すまで世界記録でもあった。オリンピックの金メダル獲得と世界記録樹立の快挙により、1956年のノルウェー・スポーツパーソン・オブ・ザ・イヤー（en:Norwegian Sportsperson of the Year）に選出されている。
次のローマオリンピックでは、自己ベストに遠く及ばない72メートル93センチの投てきしかできず、予選を通過できなかった。その他の主要な大会では、1954年のヨーロッパ陸上競技選手権大会のやり投で10位、1958年の同選手権大会で銀メダル獲得などの実績がある。彼は1953年から1957年にかけて、やり投のノルウェー国内チャンピオンだった。
現役を退いた後、ノルウェーのミニ政党「年金者党」から選挙に立候補している。